# Endla tänav
La rue Endla (estonien : Endla tänav) est une rue de Tallinn en Estonie.

## Présentation
La rue Endla est une rue des arrondissements de Kristiine et de Kesklinn.
La rue Endla  commence à l'intersection des rues Toompuiestee et Tõnismägi, étant une continuation du boulevard Kaarli puiestee et se termine à l' intersection avec Paldiski maantee et Mustamäe tee.
Le début de la rue Endla jusqu'à la rue Lõkke est la frontière des quartiers de Kassisaba et de Tõnismäe, et de là jusqu'à la ligne de chemin de fer se trouve la frontière des quartiers de Kassisaba et d'Uus Maailm.
La rue Endla mène de Tõnismäe à l'hippodrome de Tallinn et à Seevaldi.
l s'agit d'une rue très fréquentée, qui est l'une des principales artères de circulation de Tallinn.
En prenant la rue Endla, on peut se rendre à Mustamäe et Õismäe depuis le centre-ville et en dehors de la ville en direction de Keila, Paldiski et Tabasalu - Rannamõisa .
La longueur de la rue est de 2,123 km.

## Transports
Endla tänav est desservie par les lignes de bus n° 16, 23, 24, 32, 35, 42, 67 et par la ligne n° 3 de trolleybus.

## Lieux et monuments de la rue

Endla 10a
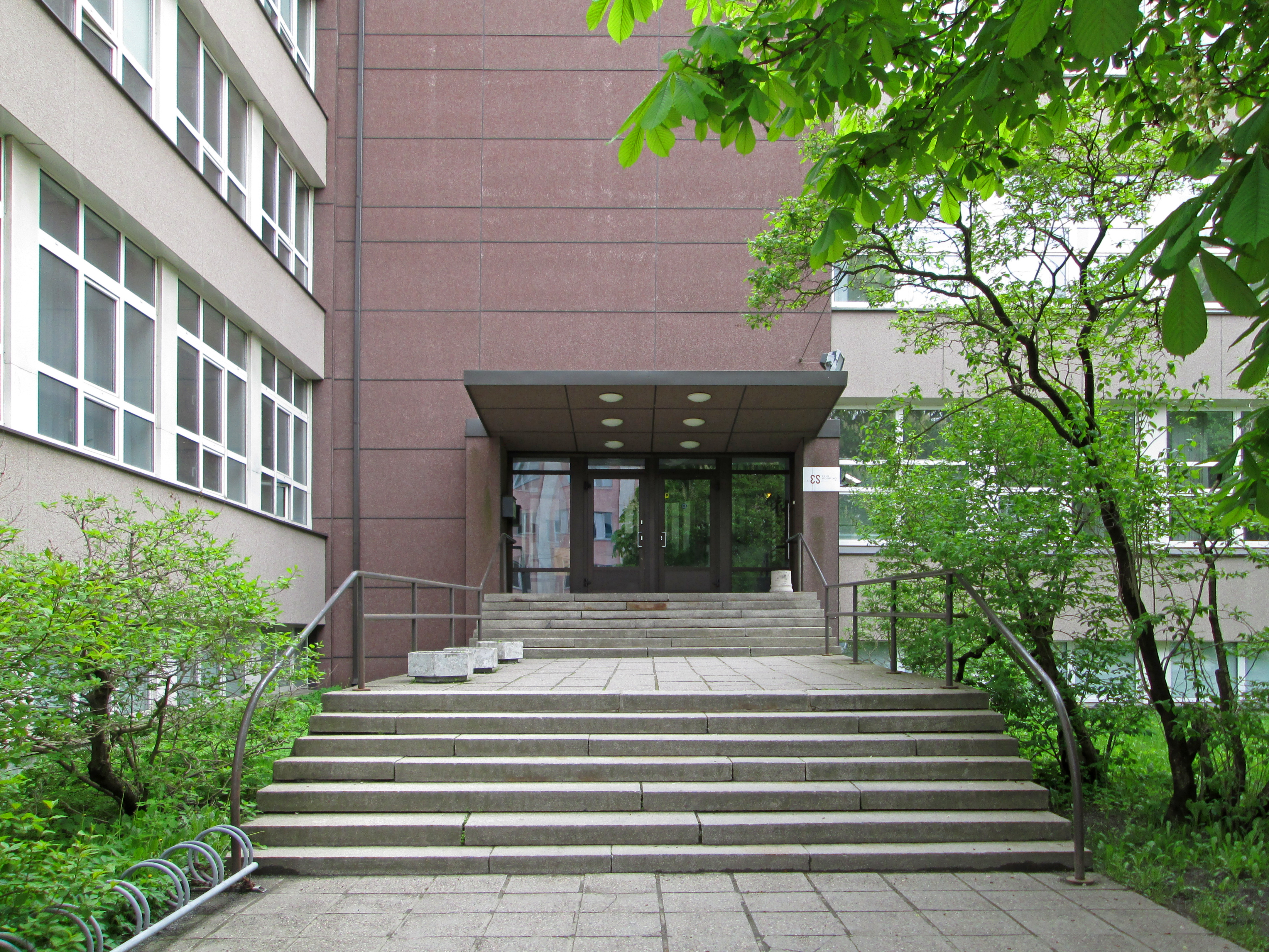
Endla 15
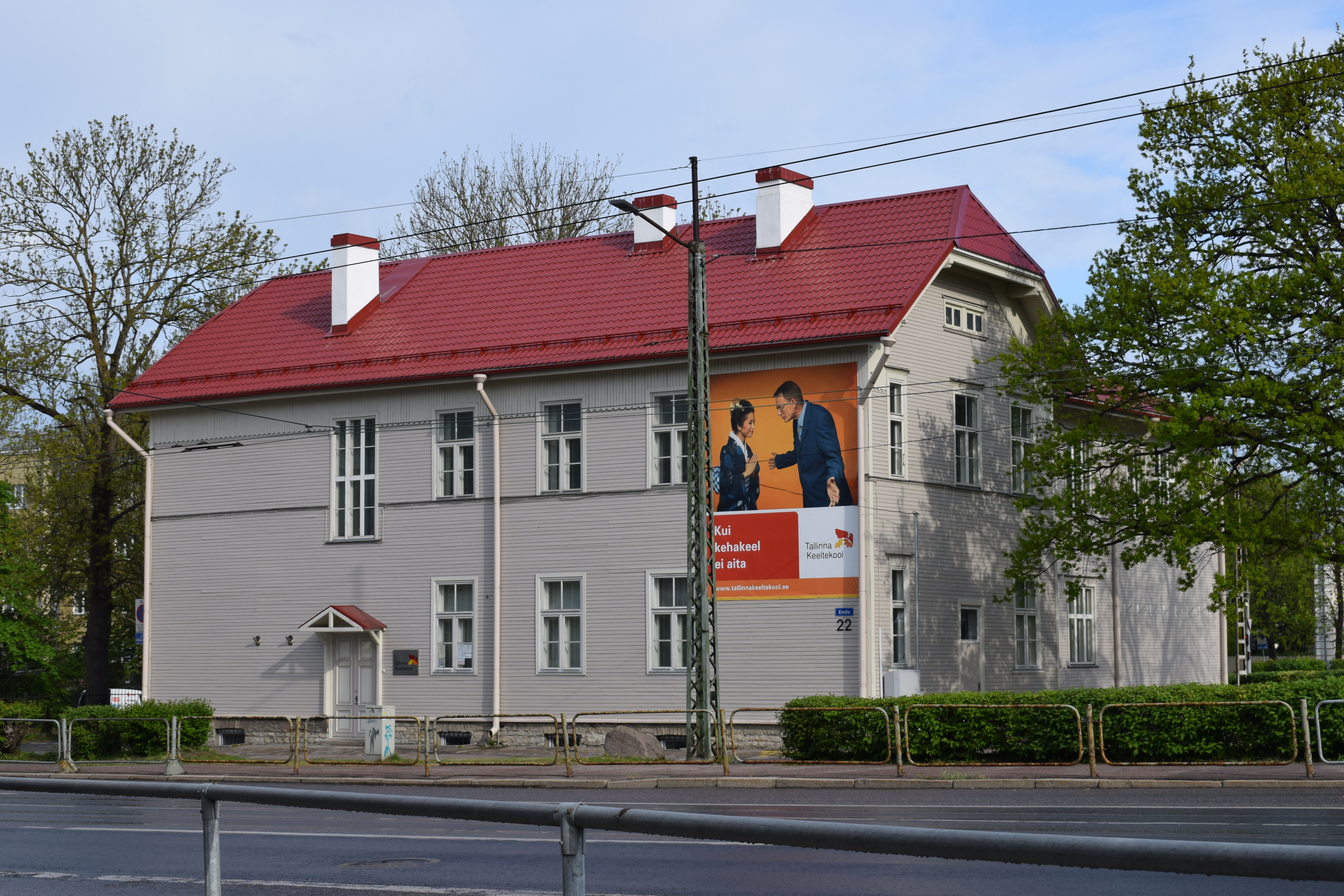
Endla 22
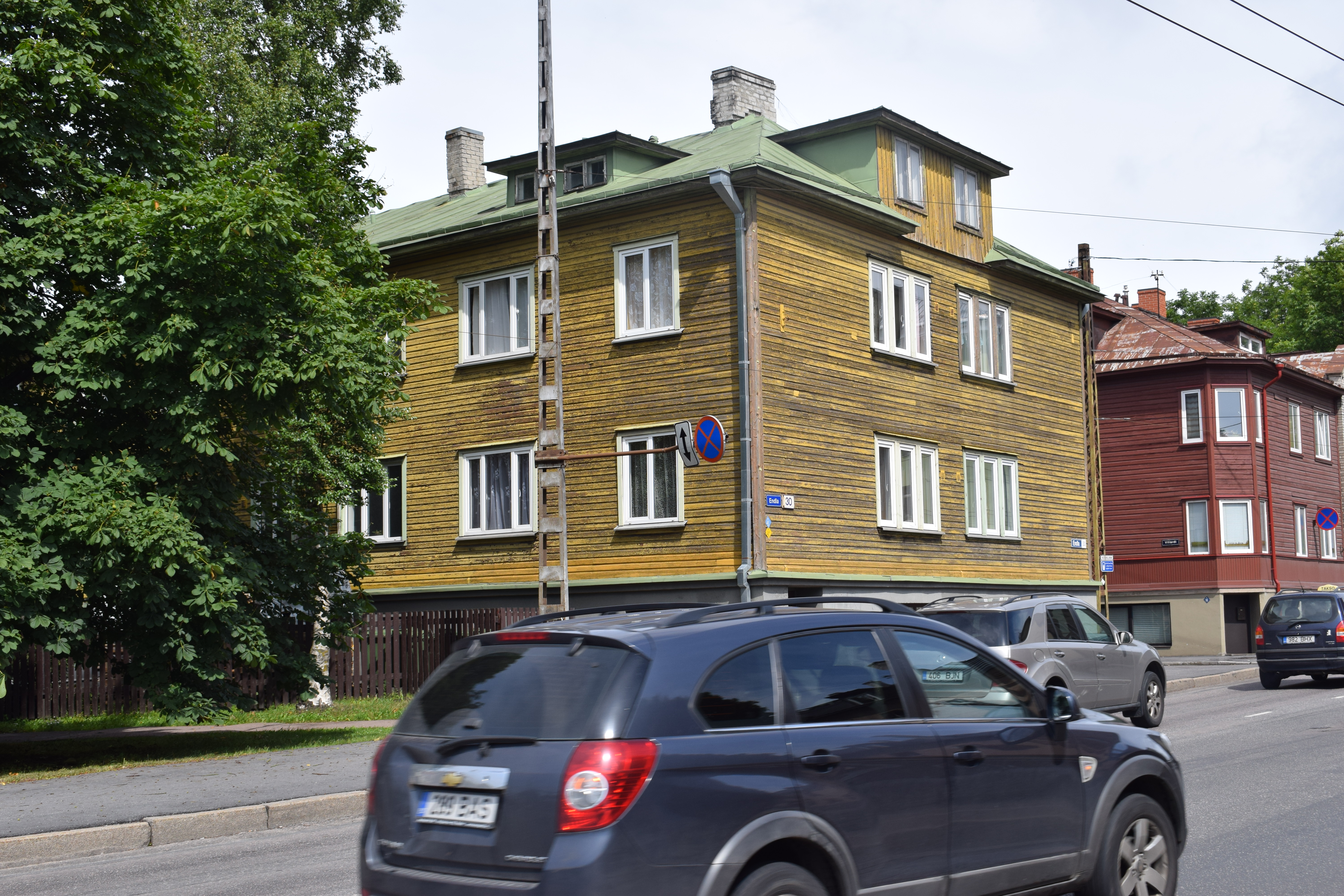
Endla 30
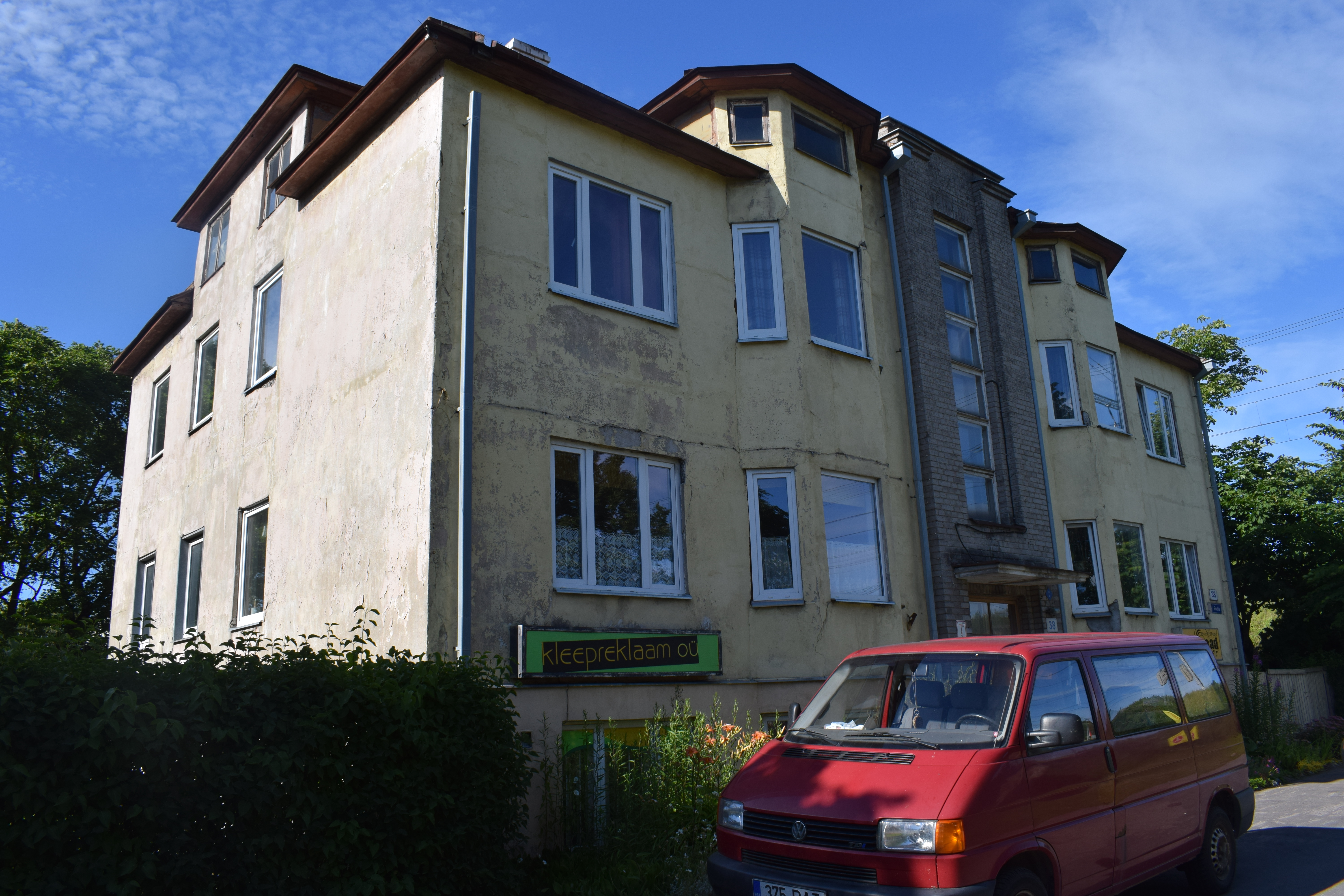
Endla 38

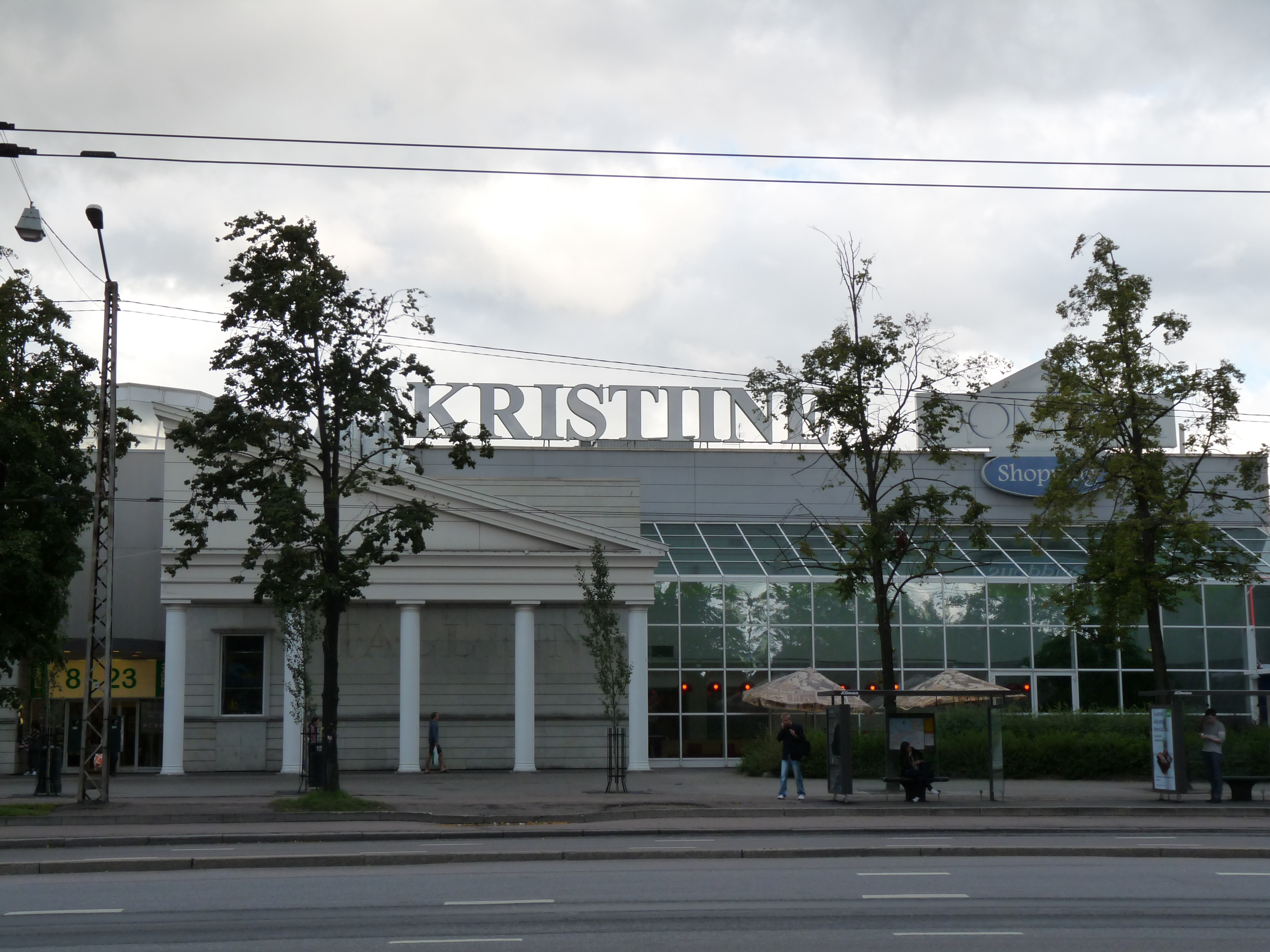
Endla 45, Kristiine keskus
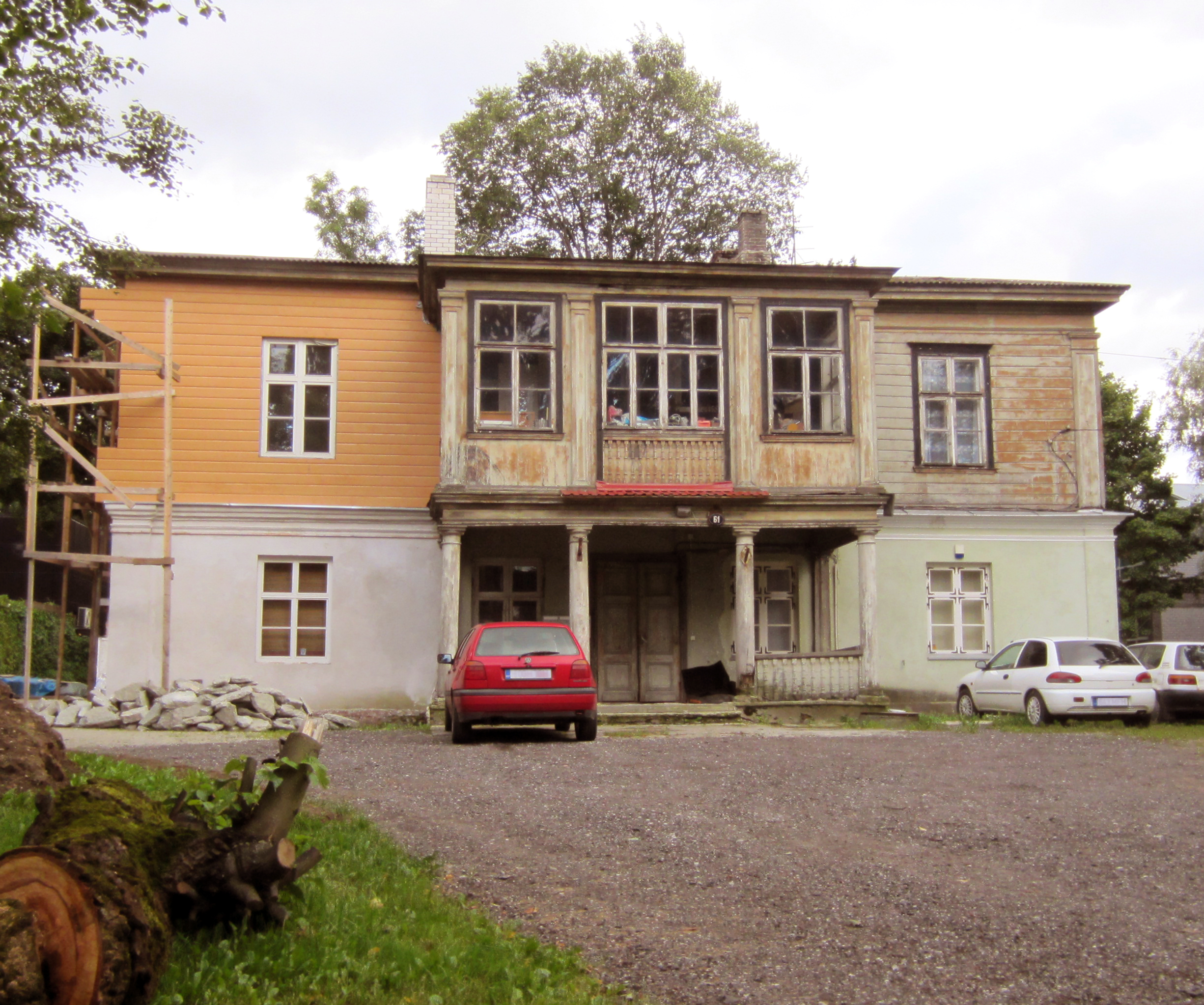
Endla 61, manoir de Cederhilm
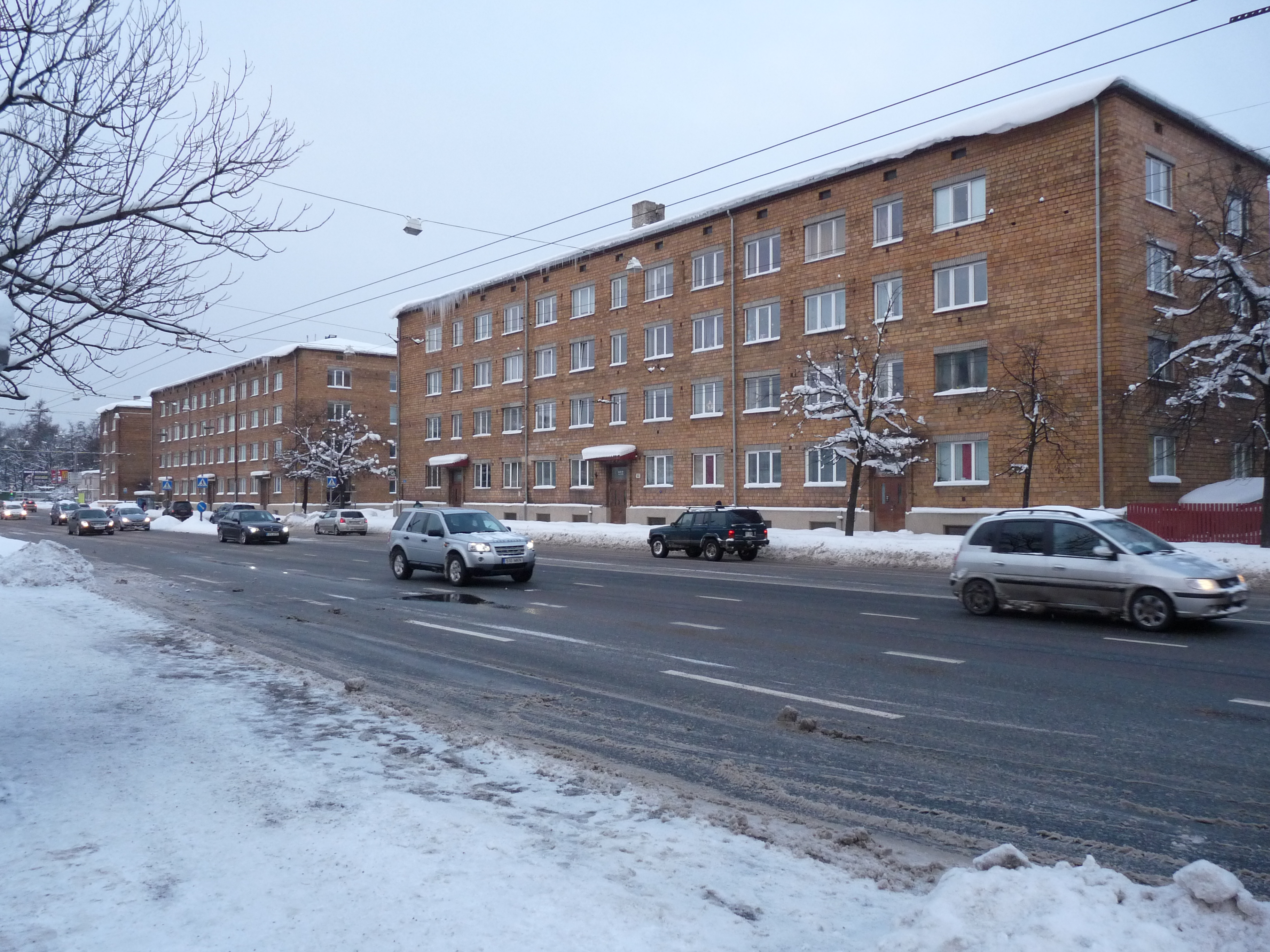
Endla 90, 92, 94
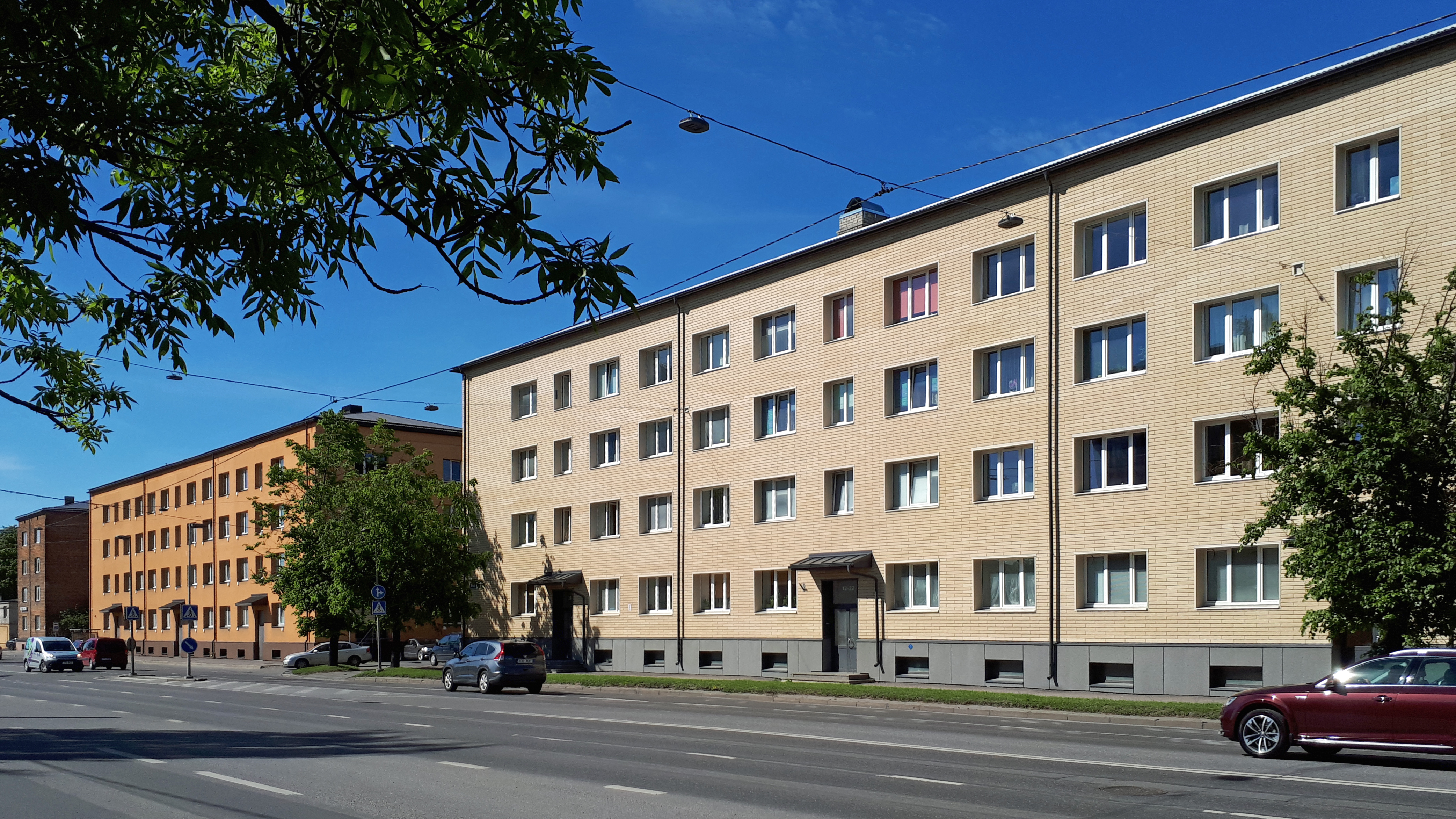
Endla 90, 92, 94
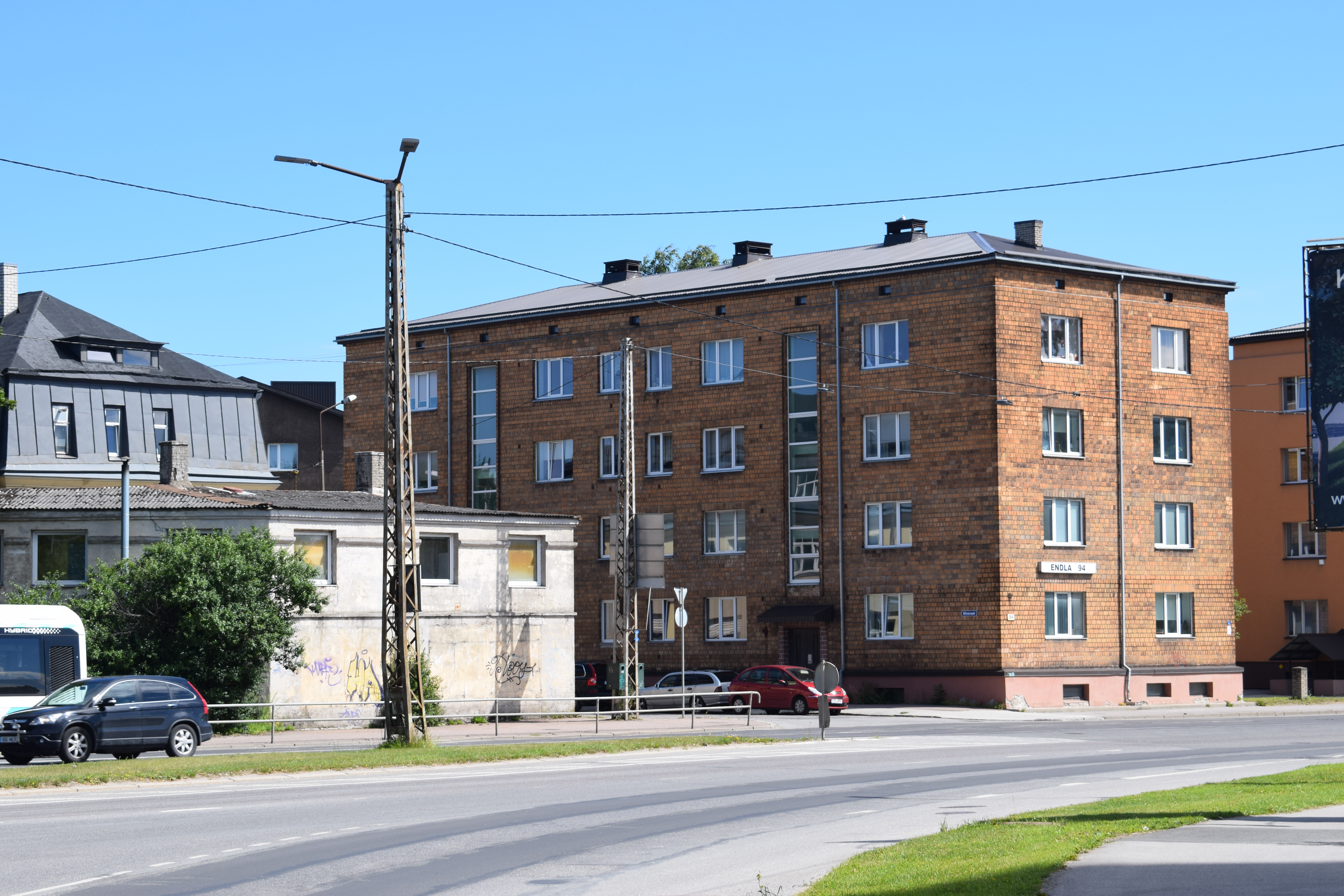
Endla 94,  Mineraali tänav